# Léon Boisseau
Pour les articles homonymes, voir Boisseau (homonymie).
Léon Boisseau, né le 27 août 1884 à Neuweiler (Haut-Rhin) et mort le 27 septembre 1959 à Sainte-Savine (Aube), est un homme politique français.

## Biographie
Dirigeant d'une usine de bonneterie, à Sainte-Savine, il est député de l'Aube de 1928 à 1932, siégeant au groupe des Républicains de gauche.

## Sources
- « Léon Boisseau », dans le Dictionnaire des parlementaires français (1889-1940), sous la direction de Jean Jolly, PUF, 1960 [détail de l’édition]